# Arquitectura de Aliste

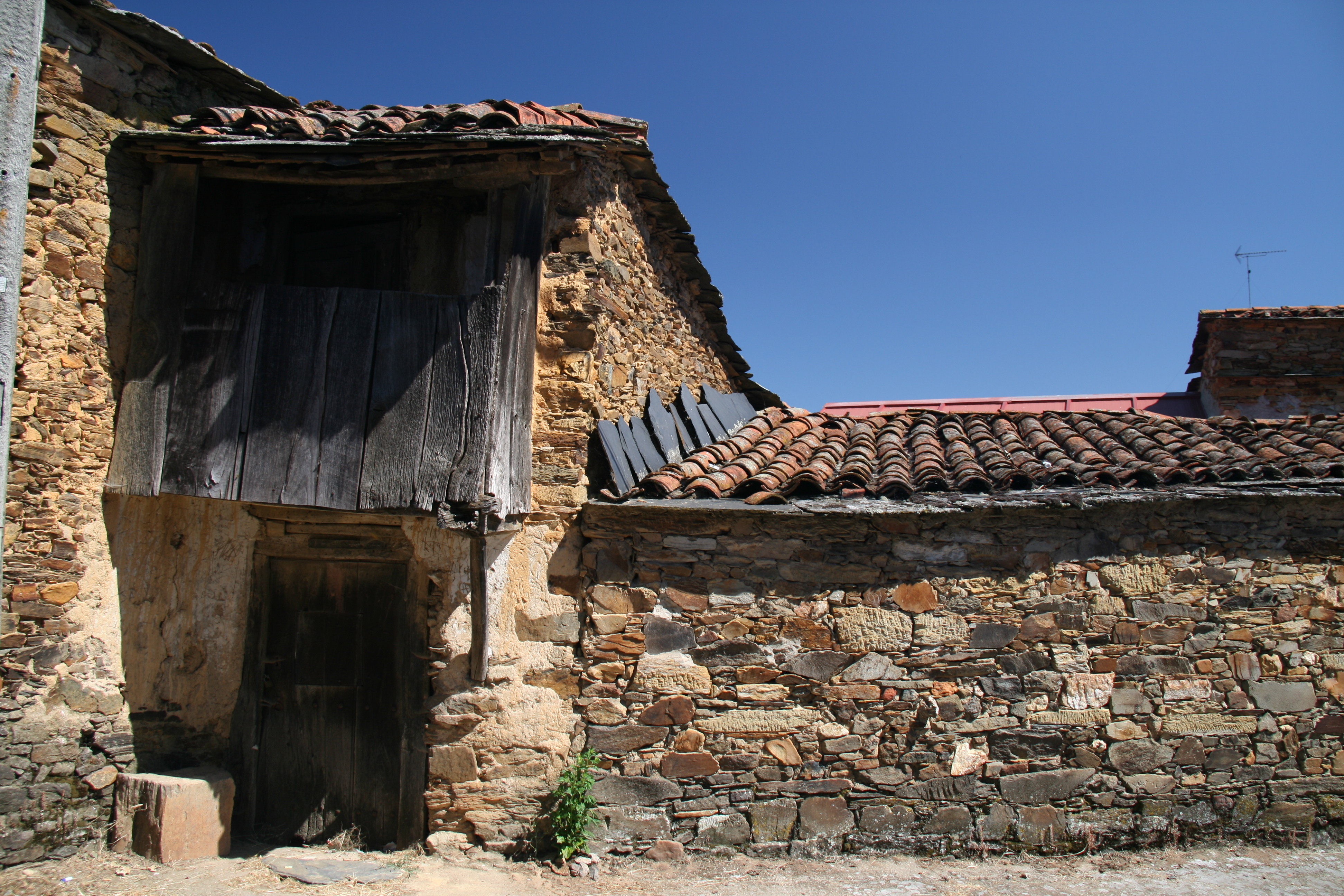
Conjunto de balcón de madera en una fachada alistana (Pobladura de Aliste).

La arquitectura de Aliste es un tipo de construcción vernácula rural propia de la comarca de Aliste en la provincia de Zamora. Se trata de un ejemplo característico de arquitectura popular que identifica a una zona concreta dentro de la provincia, bien sea por el empleo de materiales constructivos autóctonos (piedra, madera y arcilla), como de la ordenación tectónica de los edificios y construcciones de servicio como puedan ser las paredes de piedra en las lindes de las cortinas. La arquitectura alistana es un ejemplo de las arquitecturas regionales que se encuentran en España. No se trata de una arquitectura de grandes instalaciones, sino por el contrario de pequeños edificios. 
Las construcciones más habituales dentro de la arquitectura alistana se materializan en viviendas familiares con un corral que generalmente se encuentra adosado a la propia vivienda (compartiendo muros maestros), estructuras de servicio como pueden ser pajares, palomares, cabañales, hornos, molinos de agua (aceñas), pontones y generalmente cercados de delimitación de parcelas. Todas estas construcciones se enmarcan dentro del entorno rural alistano y sus actividades productivas. A comienzos del siglo XXI esta arquitectura ya en estado de abandono se encuentra en vías de extinción debido al continuo despoblamiento de la provincia, al consiguiente abandono de las tareas tradicionales por métodos más productivos. Provocando una desaparición progresiva de la arquitectura popular de la zona, siendo a comienzos del siglo XXI una muestra de vestigios arqueológicos.

## Materiales

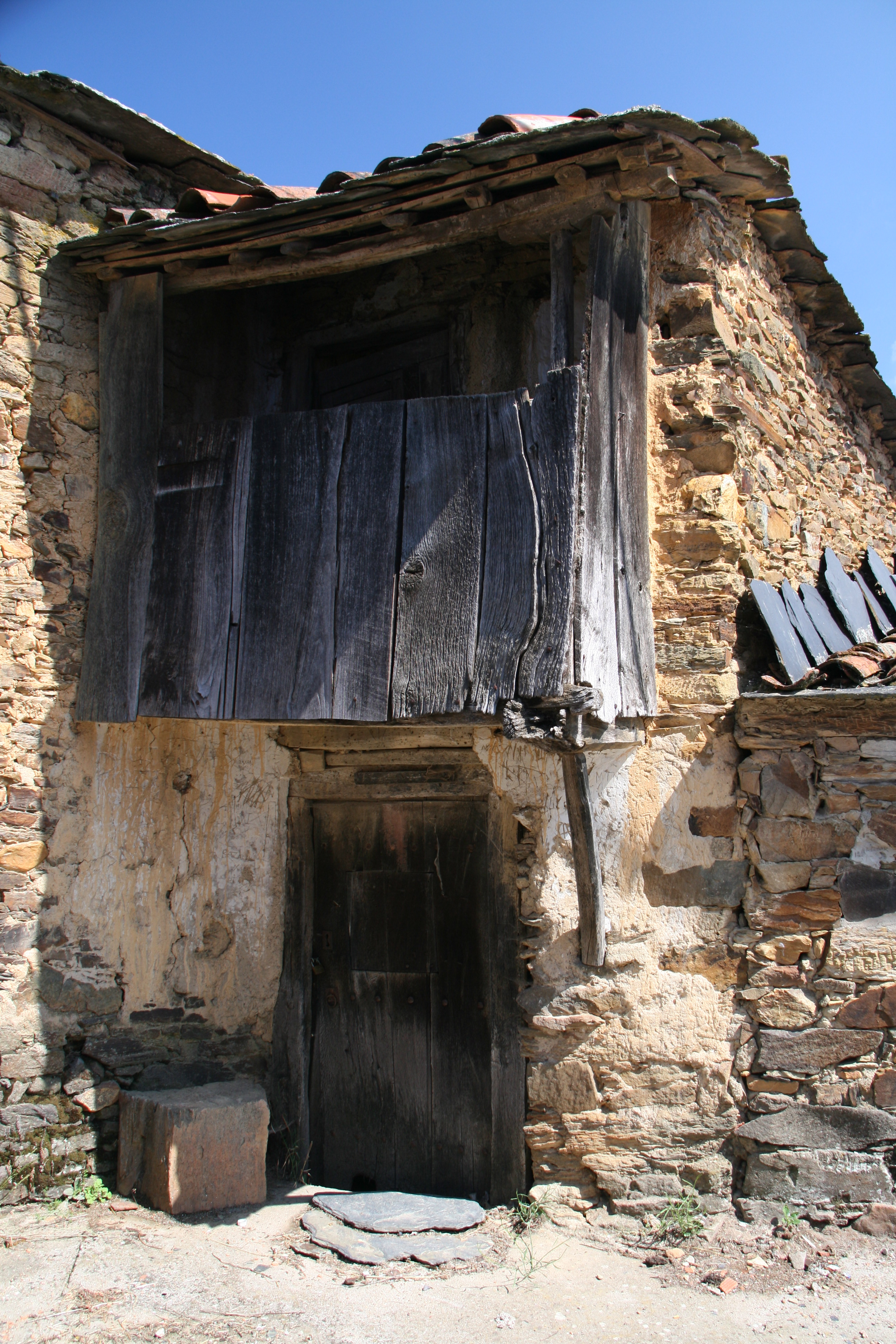
Vivienda Corral, entrada con su balcón y su “poyo” pétreo a la entrada.

Los materiales empleados en la construcción tradicional alistana se fundamentan en tres tipologías básicas que responden a materiales autóctonos. El empleo de estos materiales requería en la comunidad de artesanos como pueden ser canteros, albañiles y carpinteros capaces de tratar con los materiales en la construcción. En algunos casos estos 'expertos' venían de Sanabria, de la provincia de León o incluso de regiones más distantes como Galicia.

### Piedra y pizarra
El primero de los materiales empleados consiste en el empleo de la piedra con la que se elaboran mediante, su trabazón, las fábricas de los diversos paramentos. Se suele emplear  granito en los zócalos de las casas, siendo muy habitual la cuarcita (piedra ferreña) denominada también piedra brava como mampostería. El empleo de cuarcita armoricana (muy abundante en las lindes de la sierra de la culebra), bien sea ligeramente tallada, o colocada a "hueso" sin mortero, suele ser habitual. 
El procedimiento suela ser tal que la piedra es ligeramente tallada en las canterías ubicadas a las afueras de los pueblos, y posteriormente es trasladada al lugar de construcción mediante el empleo de carros de vacas. El granito se emplea en menos cuantía, denominado 'granito del País' se ha catalogado especialmente como Dorado Sayago y Blanco Sayago. Las técnicas de desbastado de las piezas pétreas de granito con bujardas (una especie de martillo) se dejaban en manos de expertos. 
El segundo material pétreo es la pizarra ("pizarra del paleozóico") por su aporte de superficie es empleada en el cerramiento de las cubiertas o en algunos casos como elemento protector de ciertas zonas de las inclemencias del tiempo. Las pizarras son muy abundantes en el valle del río Aliste, donde se localizan varias explotaciones de pizarras negras y grises, probablemente pertenecientes desde el punto de vista geológico a la edad del Ordovícico. La colocación de estas pizarras en los tejados requería la participación de especialistas artesanos, estas pizarras se apoyaban con piedras con el objeto de ofrecer estabilidad. El tallado de las piezas de pizarra (cortes, lajados, desbastados y rebajados de las piezas) requerían igualmente de artesanos.En la elaboración de lindes aparece frecuentemente el uso de liditas.

### Madera
En tercer caso la madera que generalmente se emplea chopo (Populus nigra) que es una especie arbórea abundante en la península ibérica (por esta razón se denomina en la comarca como álamo del país). Se encuentra igualmente uso constructivo en robles y castaños. La madera tiene dos misiones generales, por una parte es un material que  soporta flexiones y por lo tanto es frecuente su uso en forma de troncos para la formación de vigas (de soporte, o a veces en función de dinteles), por otro se suele emplear en la elaboración de ornamentos no-tectónicos y en balcones cortados generalmente en forma de tablones. Los entramados vegetales se emplean en algunas ocasiones como sistemas de cerramiento barato. El roble y el castaño se han empleado en aquellos elementos expuestos a las inclemencias. Su dureza permite que sean idóneos en las vigas maestras. Los Chopos y “negrillos” se han empleado en la construcción de armazones. Su talado se realizaba dependiendo de la estación del año y según la fase lunar. Las cubiertas se elaboraban mediante un entramado de urz (Calluna vulgaris), escoba (Retama sphaerocarpa) y carrasco (Quercus ilex) que sustentan tejas y pizarras

### Arcilla
En algunas ocasiones se emplea también el adobe que se elabora generalmente relleno de paja y es empleado en construcciones de carácter auxiliar como puede ser el  tapial. La arcilla es abundante en la zona y suele emplearse tradicionalmente como mortero de fábrica de piedra, además de ser un material constructivo apreciado en la elaboración de ladrillos de adobe que se traban en los paramentos sin cocer en horno (simplemente secados al sol un par de días en las adoberas). Con la arcilla cocida al horno se elaboran igualmente tejas, siendo una industria muy populares las tejerías de Arcillera.  Resulta frecuente ver empleado esta misma arcilla en revoco provisional que posteriormente se decora con cal como medio de decoración de los enfoscados, y ocasionalmente en bandas azules. El barro alistano es conocido en refranes que se menciona: "Buen barro hay en Muelas, bueno hay en Periruela", siendo la alfarería uno de sus principales usos. 

## Edificios
Los edificios se engloban en el área rural de la provincia. Las poblaciones muestran conjunto de casas-corral, establos y pajares. Agrupadas en torno a Plazas (centro social) y eras (centros de trabajo). En muchos casos el urbanismo rural alistano muestra su pasado comunal. Existen estudios referencia de la arquitectura alistana como el libro publicado en el 2000 por Juan Manuel Báez Mezquita y Ángel Luis Esteban Ramírez sobre las casas tradicionales. Algunos estudiosos posteriores han ido compilando detalles acerca de las características constructivas de los edificios de la comarca. De todas formas no parece que haya habido una cambio muy fuerte en la arquitectura desde finales del siglo XVIII hasta principios del siglo XX. Mostrando una lenta evolución. No viéndose afectada la arquitectura, ni por el impacto de nuevas corrientes arquitectónicas, ni por los avances tecnológicos en los métodos constructivos, ni en el nuevo empleo de materiales. 
Pocos restos permanecen de la arquitectura alistana de periodos muy remotos como puede ser los castros. Existen evidencias de poblados visigodos, durante la Edad Media alguna construcción como los cubos de Alcañices. Por regla general se desconoce el inicio de este tipo de arquitectura rural que finalmente se estableciera a finales del siglo XVI. Se desconoce la presencia nobiliar en Aliste que dejara una impronta arquitectónica con afan de perdurar. El comunalismo alistano es quizás una de las mayores improntas históricas en la arquitectura y urbanismo de la región. En algunos autores se alude a una "falta de estilo", a favor de un desarrollo de prototipos que se transmiten de generación en generación. Es característico de esta arquitectura la poca permeabilidad que ha tenido de otras corrientes arquitectónicas "cultas" del siglo XX como puede haber sido el historicismo, el eclecticismo, el racionalismo. Todas ellas unidas a la aparición de una clase social: la burguesía, inexistente en el mundo rural de la provincia de Zamora. Tampoco se encuentra relación con el románico tan zamorano, así como el gótico o el barroco. 

### Viviendas-Corral
La vivienda conforma el medio rural de los pueblos alistanos. Su función es meramente utilitaria con ligeros ornamentos que muestran una sensibilidad artística. Dentro del apartado de la arquitectura doméstica puede verse reflejado como la economía rural de la zona alistana se inclina más por la ganadería que por la agricultura. Pudiéndose ver como primera característica de la ordenación de espacios en la arquitectura alistana la convivencia con corrales y espacios de animales domésticos como establos. Dejando apartado del espacio de vivienda el resto de construcciones de servicio dedicados a la agricultura como pueden ser los pajares. La vivienda es un espacio mixto en el que se habita y se produce. En muchas casas alistanas la entrada principal conecta previamente con un corral abierto en forma de patio (o Zaguán) donde conviven animales destinados al consumo para acceder posteriormente a la zona habitada: es lo que se denomina casa-cuadra. El centro social de la parte habitada de las viviendas alistanas se vertebra en torno a la cocina. Las casas no sobrepasan los dos pisos de altura, se deja siempre un espacio en la parte superior para la ubicación de desvanes y sobrados. La escalera que proporciona acceso a los pisos superiores se muestra en la arquitectura alistana como una forma de optimizar el espacio interior.
En los quicios de las puertas se suele asentar un bloque granítico (denominados: “poyo”) que hace las veces de asiento, en ocasiones de mesa taller, donde se realizan actividades diversas de reparación y mantenimiento de aperos (como el tradicional afilado de hojas de guadañas) a plena luz del sol (empleadas en la "siega de herraña"). En algunas ocasiones estas puertas contienen exvotos, restos de creencias paganas en las que se pretende alejar algún mal, existen tallados diversos ruegos de fertilidad, ofrendas diversas toscamente talladas en las piedras de los dinteles o las jambas. Todas estas peticiones sagradas de los labriegos que habitan en su interior se consideran ornamentos de esta arquitectura alistana. Decoración de aldabas, voladizos, elementos de rejería en las ventanas, las chimeneas (denominadas en la comarca como "candongas"), etc. Las candongas eran terminaciones en las chimeneas exteriores (que tenían forma troncopiramidal) que poseían una veleta en su extremo, la veleta se realizaba con latas. Las chimeneas se suelen elaborar en adobe con entramado interior de madera, su uso permite minimizar fugas de humo al interior del edificio. 
|                                                                          |
| Pequeñas ventanas con dintel (ventanucos) enfoscados con arcilla y paja. |

|                                                                 |
| Puertas de acceso a corrales con medida del ancho de los carros |

En el diseño de las casas predomina la planta cuadrangular. Se emplea el dintel con frecuencia para abrir los lienzos de los muros pétreos, dintel de madera en el caso de puertas, o de piedra granítica con el que se abren pequeños ventanales. No se emplean arcos. En los vanos y cerramientos se emplea la madera como elemento flector. Las maderas más habituales han sido el roble, chopo, olmo (“negrillo”) o castaño. El ancho de vanos en los accesos a los corrales emplea como 'unidad de medida' estándar el tamaño del carro alistano. El espesor de los muros (pudiendo llegar a los ochenta centímetros en algunos casos) o la escueta distribución de vanos es una de las características del interior. Las inclinaciones de los tejados no es muy pronunciada.
Los balcones son un elemento muy característico de las casas alistanas. La casa característica ha de poseer balcón o corredor de madera. Generalmente apuntando al mediodía con el objeto de capturar la mayor cantidad de horas de sol posible. Las casas suelen tener uno que asoma a la fachada principal (hastial). Elaborados por regla general con tablones de madera tratada mostrando más o menos espacio habitable dependiendo de su orientación. Suelen ser tipo ménsula colgando por regla general del segundo piso.

### Aceñas
Siendo la producción de cereales mayoritaria en la zona, sobre todo de trigo y centeno. La cercanía del río emplea su corriente como fuerza motriz que mueve las "muelas" de las aceñas (de rodezno). Es una imagen muy integrada en el entorno de las riberas del río Aliste  (siendo un caso el área de La Rebotina en Pobladura de Aliste). Todas estas aceñas como denominador común poseen el empleo de piedra como elemento constructivo. No destacan tanto por su acabado o estética. Algunos de las aceñas se encontraban en medio del núcleo poblacional (caso de Sejas), aunque lo habitual es que se encuentren en las afueras. La propiedad de las aceñas está ligada al pasado comunal de Aliste.  
Estos edificios eran muy importantes en la economía de los pueblos, el suministro de harina y pienso a las familias era de vital importancia. Algunos de ellos se encuentran todavía en activo, como es el caso del Molino del Ujo en Nuez. Suelen ser de planta rectangular construidas con muros de considerable grosor para que puedan soportar las fuerzas de empuje que contrarrestan los ejes de la muela de piedra giratoria que hay en su interior. Las muelas son de dos tipos: las de cantería, y las “piedras francesas” (importadas de este país). Las aceñas tienen pequeña altura, no suelen sobrepasar los cinco metros. Se encuentran cercanos a pequeñas represas y “zudas”. Las aceñas poseían una construcción adyacente denominada “caz” o “balsa”, que hacía de depósito. El agua se mete en un acanalamiento que se va estrechando y se denomina “bocín”. El agua que sale del bocín cae en los engranajes o “rodeznos”.
|                                             |
| Aceña que muestra sus paramentos en piedra. |

|                             |
| Puerta de acceso a la aceña |

### Cercas
Las cercas que delimitan tanto las áreas específicas de cultivo o de retención de ganado, que delimita a sus respectivos propietarios. Son una muestra de la arquitectura alistana integrada en el paisaje. En muchos casos se elaboran con piedras planas montadas en crudo, sin empleo de mortero. De alturas no muy excesivas pudiendo oscilar entre los ochenta centímetros al metro y medio de cota. En muchos casos estas piedras proceden de viejas construcciones como puede ser el caso de antiguos castros (probablemente de poblamientos visigodos ). En algunos casos estas cercas son parte de un sistema defensivo de los castros formando lo que se denomina "piedras hincadas". Las paredes de estos muros pueden combinar la denominada piedra ferreña (cuarcita) y la pizarra en su composición. En la comarca de Aliste son frecuentes los prados murados que se denominan "llameros" (voz latina “lama” y cuya traducción al castellano es: “prado”). De la misma forma se tienen los denominados "fincones" de Vivinera. Todas ellas muestran en característica común de los lienzos la colocación del aparejo de las piedras se realiza 'a hueso', es decir sin apenas argamasa y colocando cada piedra en una posición particular, en la mayoría de los casos sin apenas labrar. 

### Otras edificaciones
No hay muchos ejemplos de palomares construidos en la zona, los más representativos se encuentras en la era de Samir de los Caños, en Trabazos. Estos edificios con planta circular suelen construirse para la elaboración de abonos de alta calidad, así como la cría de palomas y pichones. La construcción de pajares que se insertan indistintamente en el interior y a las afueras de los pueblos posee como característica un acceso elevado para poder ser "cargados" desde los carros de vacas. Estas construcciones poseen pocas ventanas de respiración o aireación. Entre los edificios se encuentran las bodegas orientadas al norte, hornos de pan (algunos de uso vecinal), leñeras. Otras edificaciones en el entorno rural son los potros de herrar, ubicado en zonas comunales como en las cercanías de las eras. En las afueras de los núcleos poblacinales se enecuentran construcciones como casetas, chozos y guardaviñas, fuentes, lavaderos y abrevaderos. Destacan dentro de este apartado las as ccabañas y corrales de obejas de los pueblos alistanos en la ladera de la sierra de la Culebra. Las cabañas sirven de cobijo en sus plantas circulares al ganado ovino y caprino.
Los corrales y cuadras aparecen cercanos a las viviendas, gallineros, cebaderos, almacenes ocasionales. Su cercanía minimiza la distancia recorrida en la gestión diaria de los animales. Otras construcciones de estabulación de animales que despiden olores especiales, como pueden ser las cochiqueras (lugares donde se estabula el ganado porcino), suelen ubicarse en lugares relativamente lejanos a las viviendas.

## Presente y futuro
Una arquitectura como la alistana, íntimamente unida a un entorno de trabajo ganadero y agrícola con usos ya desaparecidos, resulta difícil de sostener. Su evolución está unida a la historia de la provincia, típica de una sociedad preindustrial. Arquitectura rural que se pensó para ser efímera, útil al periodo de trabajo de una generación. A pesar de ello, el estilo ha pervivido de generación a generación sosteniendo un modo de vida, una cultura y forma de ver el entorno. Es decir se ha convertido en tradición. Es por esta razón por la que se intenta desde varias agrupaciones culturales luchando por mantener "viva" esta arquitectura rural zamorana, tal y como es el caso del Instituto de Estudios Zamoranos "Florián de Ocampo". Bien sea mediante estudios profundos de su propia naturaleza constructiva, mediante la proliferación de material divulgativo de la arquitectura alistana, elaboración de museos rurales, viajes guiados a entornos rurales, etc. 
Los medios legales propuestos para evitar su desaparición han pasado por declararlas al amparo de la Ley de Patrimonio Histórico. En muchos casos resulta de ayuda los propios esfuerzos colectivos de asociaciones culturales locales, e incluso el apoyo de agrupaciones de expertos en arquitectura como puede ser Foro Urueña de Arquitectura Popular. En muchos casos la poca sensibilidad artística o cultural ha dado al traste con los corrales y casas alistanas siendo convertidos en la actualidad en chalets, o pisos de carácter netamente urbano, perdiendo la identidad.